# John Todd (Mathematiker, 1911)

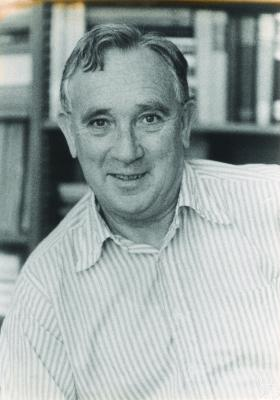
John Todd in Oberwolfach, 1977

John Todd (* 16. Mai 1911 in Carnacally, County Down, heute Nordirland; † 22. Juni 2007 in Pasadena) war ein nordirischer Mathematiker, der sich mit Numerischer Mathematik und Informatik beschäftigte.

## Leben
Todd war eines von fünf Kindern eines Lehrer-Ehepaars. Er ging in Belfast zur Schule und studierte ab 1928 an der Queen’s University of Belfast, wo er 1931 seinen Vordiplom-Abschluss machte. Danach studierte er am St. John’s College der Universität Cambridge, wo er zwei Jahre Forschungsstudent von John Edensor Littlewood war. Danach war er wieder an der Queens University in Belfast, folgte aber dem dortigen Professor John Greenless Semple, als dieser 1936 an das King’s College London ging. Im selben Jahr besuchte er den Internationalen Mathematikerkongress (ICM) in Oslo und in Polen Kazimierz Kuratowski, Waclaw Sierpinski und Stanislaw Saks.
1937 heiratete er die Mathematikerin Olga Taussky-Todd, die er wegen eines gruppentheoretischen Problems konsultiert hatte. Beide arbeiteten in der Folgezeit häufig zusammen, zum Beispiel in mehreren während der Bombardierungen Londons im Zweiten Weltkrieg geschriebenen Publikationen über Matrixtheorie. Während Arbeiten zur Militärforschung für die britische Marine (Entmagnetisierung von Schiffen gegen Magnetminen) initiierte er den Aufbau eines Rechenzentrums für die Admiralität und danach für das National Physics Laboratory, wobei er mit Arthur Erdélyi zusammenarbeitete. 1945 besuchte er Deutschland in einer militärischen Mission, wobei er die Rechenmaschinen von Konrad Zuse begutachtete und das Mathematische Forschungsinstitut Oberwolfach mit seiner Bibliothek vor Plünderung und Besetzung durch französische Besatzungstruppen schützte. Er wurde dafür als „Retter von Oberwolfach“ bekannt, und das Forschungsinstitut ehrte ihn mit einem nach ihm benannten Preis, dem John Todd Award.
1947 übersiedelte er mit seiner Frau Olga in die Vereinigten Staaten, wo er das Institute for Advanced Study besuchte, an dem John von Neumann ein eigenes Computerzentrum leitete, 1948 nach Los Angeles ging und schließlich ab 1949 an das neu aufgebaute Labor für Angewandte Mathematik des National Bureau of Standards in Washington, D.C. Ab 1954 war er dort Leiter der Abteilung Numerische Analysis und entwickelte in Zusammenarbeit mit seiner Frau, die dort Beraterin war, numerische Algorithmen für wissenschaftliches Rechnen, wobei er mit seiner Gruppe Pionierarbeit leistete. 1957 wechselte er mit Olga Taussky-Todd (die dort erst 1971 Professor wurde) als Professor an das California Institute of Technology, wo er numerische Mathematik und wissenschaftliches Rechnen lehrte. 2001 fand eine Konferenz zu seinem 90. Geburtstag am Caltech statt.
Er sollte nicht mit dem britischen Geometer John Arthur Todd verwechselt werden.

## Schriften
- Introduction to the constructive theory of functions, Academic Press, 1963.
- Basic Numerical Mathematics, 2 Bände, Birkhäuser 1977, 1979